# Physalis virginiana
Physalis virginiana là loài thực vật có hoa trong họ Cà. Loài này được Mill. miêu tả khoa học đầu tiên năm 1768.